# نبي جان
نبي جان هي قرية في مقاطعة كليبر، إيران. عدد سكان هذه القرية هو 122 في سنة 2006.